# Tarachomantis betanimena
Tarachomantis betanimena är en bönsyrseart som beskrevs av Henri Saussure och Leo Zehntner 1895. Tarachomantis betanimena ingår i släktet Tarachomantis och familjen Mantidae. Inga underarter finns listade i Catalogue of Life.